# Piper (genre)
Pour les articles homonymes, voir Piper.
Ne doit pas être confondu avec Poivrière.
Genre
Classification APG II (2003)
Piper est un genre de plantes à fleurs de la famille des Piperaceae, qui comprend 1 457 espèces validées et 1 170 espèces incertaines.
C'est le genre des poivriers mais aussi des kava et plusieurs plantes aromatiques et médicinales.
Le poivrier est une liane qui s'accroche à son support par des racines adventives. C'est pourquoi il n'est pas cultivé seul mais au milieu d'autres plantations d'hévéas, de caféiers ou de théiers.
Certaines espèces produisent une baie qui donne le poivre, une épice qui doit sa saveur piquante à des amides de la pipérine. 

## Étymologie
Le nom de genre vient du latin piper, issu du grec peperi qui  lui-même vient du sanskrit pippali.
Seuls les fruits des espèces Piper nigrum, Piper cubeba et Piper longum ont droit légalement à l'appellation de « poivre ».

## Liste des espèces
Selon The Plant List (18/11/2021) :

## Sélection d'espèces
- Piper aduncum L.
- Piper amplifolium C. DC.
- Piper arborescens Roxb.
- Piper arboreum Aubl.
  - Piper arboreum subsp. arboreum
  - Piper arboreum subsp. tuberculatum (Jacq.) Tebbs
- Piper argyrites Ridl. ex C.DC.
- Piper aequale Vahl
- Piper amalago L.
- Piper angustifolium Lam.
- Piper angustilimbum C.DC.
- Piper attenuatum Buch.-Ham.
- Piper auritum Kunth - Poivre mexicain
- Piper bantamense Blume
- Piper borbonense
- Piper betle L. — Bétel
- Piper blattarum Spreng.
- Piper caducibracteum C.DC.
- Piper caracasanum Bredem
- Piper chaba W. Hunter
- Piper confertinodum (Trel. & Yunck.) M.A.Jaram. & Callejas
- Piper crocatum Ruiz & Pav.
- Piper cubeba L.f. - Cubèbe
- Piper decurrens C.DC.
- Piper dilatatum L.C.Rich.
- Piper futokadzura Siebold
- Piper glabrescens (Miq.) C.DC.
- Piper guayranum C.Dc.
- Piper guineense Schumach. & Thonn.
- Piper hispidinervum C.DC.
- Piper hispidum (sv) Sw.
- Piper hymenophyllum
- Piper jacquemontianum Kunth
- Piper kadsura (Choisy) Ohwi
- Piper lambeauense C.Dc.
- Piper latifolium L.f.
- Piper lolot C.DC.
- Piper longifolium Ruiz & Pav.
- Piper longum L. - Poivrier long
- Piper magnibaccum
- Piper marginatum Jacq.
- Piper methysticum G.Forst. - Kava
- Piper mornicola C.Dc.
- Piper nigrum L. - Poivrier noir
- Piper nudilimbum C.DC.
- Piper ornatum N.E.Br.
- Piper ovatum Vahl
- Piper peltatum L.
- Piper ponapense C.DC.
- Piper porphyrophyllum (Lindl.) N.E.Br.
- Piper pseudolindenii C.DC.
- Piper reticulatum L.
- Piper retrofractum Vahl
- Piper saltuum C.DC.
- Piper sanctum (Miq.) Schltdl.
- Piper sarmentosum Roxb.
- Piper siriboa L.
- Piper umbellatum L. - Bois d’anisette
- Piper wallichii (Miq.) Hand.-Mazz.
- Piper swartzianum (Miq.) C.DC.

## Phytopathologie du poivre et du poivrier
La phytopathologie permet de définir la liste des maladies, donc des dangers, à maitriser.